# Никольская церковь (Семискуль)
Никольская церковь (Церковь во имя Святителя Николая Чудотворца) — недействующий храм Курганской епархии Русской православной церкви, расположенный в селе Семискуль Мокроусовского района Курганской области.
Является выявленным объектом культурного наследия, расположенным на территории Курганской области.

## История возникновения
В 1894 году крестьяне деревни Гнилинской Мокроусовской волости Ялуторовского округа, Семискульской и Селезневской Могилевской волости Курганского округа подготовили ходатайство о разрешении построить в деревне Семискуле каменную церковь вместимостью до 180 человек. Причиной прошения была значительная отдалённость приходских церквей. Уже в декабре 1894 года с благословления Преосвященнейшего Агафангела, епископа Тобольского такое разрешение было получено.
Архитектор Богдан Цинке разработал проект и в 1895 году отвёл и разбил место под строительство храма на свободной площадке около сельской Ишимской проездной дороги. 9 (21) мая 1896 года произошла закладка каменного храма. Подряд на строительство получил крестьянин Омутинсмкой волости Егор Антонович Макаров.
Фундамент сложен к июлю 1897 года, в августе 1898 года кладка стен доведена до сводов. Храм строился на средства Мокроусовской церкви.
Освящение новопостроенного храма во имя Святителя и Чудотворца Николая совершено 20 августа (2 сентября) 1901 года благочинным 4-го благочиния Ялуторовского уезда Григорием Добровым.

## Характеристики
Храм имел три крыльца, у которых установлены вместо деревянных каменные столбы. Церковь получила семь железных крестов: непосредственно на основное здание, колокольню и алтарь. Крыша покрыта железом, окрашена медянкой, купола обтянуты железом и окрашены той же зелёной краской. Сделаны семь глав с крестами, главы и кресты вызолочены червонным золотом, на колокольню поднято 5 колоколов, 6 дверей, 3 — входные и две — боковые, а 3 — ведущие в сторожку, на колокольню и в трапезу. Иконостас обустраивал механик Тобольской губернии Павел Стефанович Голышев.

## Священники Семискульской церкви

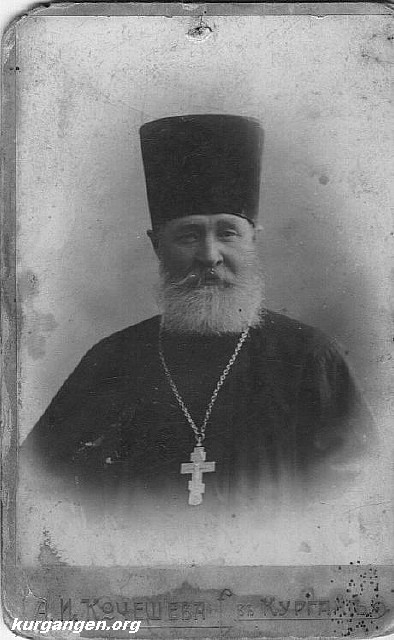
Священник Семискульской церкви Михаил Батарлинов. Фото 1910 г. из семейного архива Виктора Бутенко — праправнука отца Михаила.

Вениамин Яковлевич Добромыслов родился в 1876 года в Туринском округе Тобольской губернии. 6 августа 1903 года поступил священником (на вакансии диакона) в Троицкую церковь села Мокроусово, служил в приписной церкви д. Семискуль. С 1 сентября 1903 года по 21 июля 1904 года законоучитель Семискульской церковно-приходской школы. В 1904 году перемещён на вакансию диакона при Тюменской Троицкой единоверческой церкви. Расстрелян 30 августа 1937 года.
Первым настоятелем новооткрытого самостоятельного Семискульского прихода стал Николай Матвеевич Дмитриев. Он родился в Тобольске в 1873 году. 5 (18) июня 1906 года епископом Тобольским Антонием (Каржавиным) рукоположен в сан священника к церкви с. Мокроусовское Ялуторовского уезда с откомандированием к приписному храму в с. Семискульское. В Семискуле получил должность заведующего и законоучителя Семискульской и Селезневской церковно-приходских школ. 21 декабря 1907 г. получил архипастырское благословение от епископа Антония (Каржавина) «за усердное и внимательное отношение к учебно-воспитательскому делу» в Семискульской и Селезневской церковных школах. С открытием в мае 1909 г. самостоятельного Семискульского прихода был определён на должность настоятеля прихода. В сентябре 1909 г. перемещен к церкви с. Шишкинское Тобольского уезда, а с января 1914 года священником в с. Кучаевское. Особая тройка Омского УНКВД 10 октября 1937 года, используя донос Вторушина, приговорила Дмитриева к высшей мере наказания — расстрелу.
Справочная Тобольской епархии на 1913 год в качестве заведующего Семискульской церковью упоминает священника Василия Денисова.
Последним священником Семискульской церкви был Михаил Батарлинов. Обвинялся в пособничестве белогвардейцам. Приговорен тройкой НКВД 5 ноября 1920 года к высылке в Чулымский край. Дело прекращено в связи с амнистией. Реабилитирован 17 августа 1992 года Курганской облпрокуратурой.

## Справка 1913 года
Справочная книга Тобольской епархии к 1 сентября 1913 года о Семискульской церкви, приходе и школе пишет следующее: «Семискульское. Церковь в селе каменная, построена прихожанами в 1901 году. В ней один престол — во имя Св. Николая Чудотворца. В приход находятся деревни: Одина (2 вер.), Селезнева (12в.), Гнилинская (12 в.). Всего в приходе 184 двора, прихожан: муж. пола 738, жен. пола 800. Церковной земли имеется: усадебной 200 кв. саж., пахотной 30 дес., сенокосной 9 дес., леса 20 дес. Церковный капитал 567 руб. Штат: священник и псаломщик. Священник получает жалованья 300 руб., псаломщик 100 руб., просфорня от прихожан получает 36 руб. и 12 саж. дров. Кружечных доходов получается в год причтом до 657 руб. Для причта имеются общественные дома, построены прихожанами в 1903 г. В селе имеется с 1898 г. церковно-приходская школа, в дер. Селезневой также. Ближайшая церковь в селе Могилевском (20 вер.). Расстояние церкви от Консистории 390 вер., от благочинного 50 вер., от уездного города 130 вер. Адрес: ст. Лебяжья, Сиб. жел. дор.»
Однако тот же источник указывает другую дату открытия церковно-приходской школы и утверждает следующее: «Семискульская, того же прих., в с. Семискульском, Могилевской вол., откр. в 1900 г., собств. помещ. постр. в 1900 г. Завед. свящ. с. Семискульской цер. Василий Денисов, оконч. к. дух. учил. Учит. Евгения Савельева окон. к. жен. прогимназию».

## Управление
Первоначально богослужение в церкви осуществлялось лишь в воскресные и праздничные дни причтом Мокроусовской церкви, но в 1905 году в село командирован священник с постоянным местопребыванием. В 1907 году прихожане требовали открыть собственный приход. Прошение в 1909 году было удовлетворено. У храма появился свой притч, священник и псаломщик. 

## В годы Советской власти
По данным областного архива на 1927 год в Семискуле имеется церковь со сноской «староцерковники». В 1928 году она именуется «Семискульская тихоновская церковь», а в 1929 году «тихоносергиевская». В 1933 году церковь закрыта, занята под зерносклад, затем под электростанцию. Приход перестал существовать. Церковь Николаевская является памятником культурного наследия, внесена в «Перечень выявленных объектов культурного наследия, расположенных на территории Курганской области»